# ادرایان (میزوری)
ادرایان، میسوری (به انگلیسی: Adrian, Missouri) یک شهر در ایالات متحده آمریکا است که در میزوری واقع شده‌است.

## خصوصیات
ادرایان ۵٫۶۵ کیلومترمربع مساحت و ۱٬۶۷۷ نفر جمعیت دارد و ۲۶۳ متر بالاتر از سطح دریا واقع شده‌است.